# Баркла (лунный кратер)
Кратер Баркла (лат. Barkla) — ударный кратер у восточного лимба видимой стороны Луны. Название дано в честь английского физика, лауреата Нобелевской премии по физике 1917 года, Чарлза Гловера Баркла (1877—1944) и утверждено Международным астрономическим союзом в 1979 г.

## Описание кратера

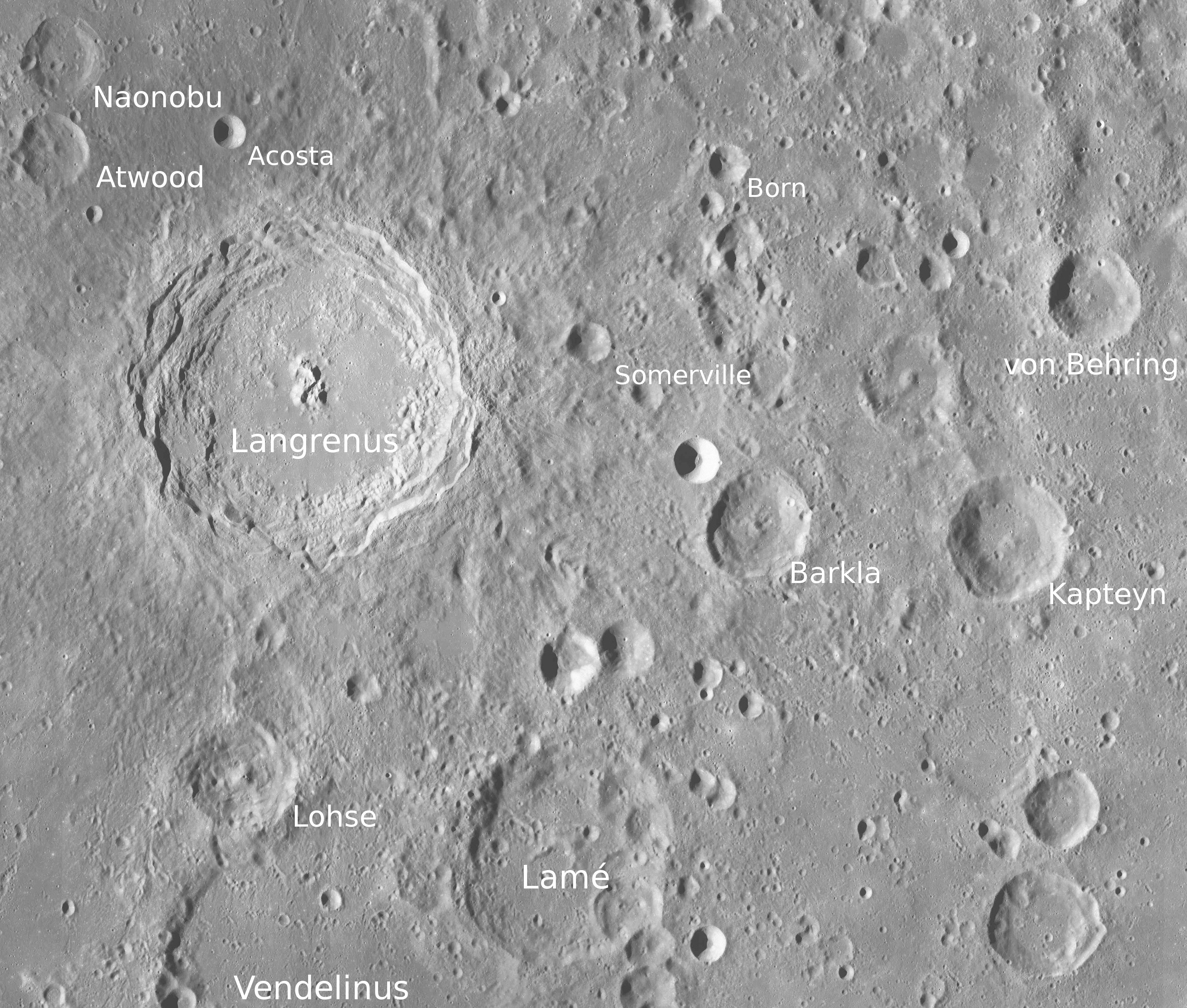
Окрестности кратера Баркла. Снимок зонда Lunar Reconnaissance Orbiter.

До своего переименования кратер именовался сателлитным кратером Лангрен А. Ближайшими соседями его являются кратер Сомервиль на северо-западе; кратер Борн на севере; кратер Беринг на северо-востоке; кратеры Каптейн на востоке; кратеры Ламе и Лозе на юго-западе; кратер Лангрен на западе-северо-западе. Селенографические координаты центра кратера — 10°40′ ю. ш. 67°13′ в. д. / 10,67° ю. ш. 67,22° в. д., диаметр — 41 км, глубина — 2,91 км.
Кратер имеет слегка эллиптичную форму с осью эллипса, ориентированной в направлении северо-восток — юго-запад. Вал кратера практически не разрушен и не перекрыт мелкими кратерами. Высота вала над окружающей местностью составляет 1050 м, объем кратера приблизительно 1300 км³. В чаше кратера располагается центральный пик высотой 950 м, примыкающий к небольшому хребту.

## Сателлитные кратеры
Отсутствуют.